# Gesprächsanalytisches Transkriptionssystem
Das Gesprächsanalytische Transkriptionssystem (GAT) ist ein in der Konversationsanalyse angewandtes Verfahren zur Verschriftlichung gesprochener Sprache.

## Allgemeines
Das GAT wurde 1998 von den Linguisten Margret Selting, Peter Auer, Birgit Barden, Jörg Bergmann, Elisabeth Couper-Kuhlen, Susanne Günthner, Christoph Meier, Uta Quasthoff, Peter Schlobinski und Susanne Uhmann entwickelt, um einheitliche Konventionen zu schaffen und den unkomplizierten Austausch von gesammelten Daten zu ermöglichen, deren Form unterschiedlichen Forschungsschwerpunkten gerecht wird. Eine überarbeitete Version wurde 2009 unter dem Namen GAT2 veröffentlicht.
Das GAT geht teilweise auf die in den 1960ern von Emanuel Schegloff, Harvey Sacks und Gail Jefferson entwickelten konversationsanalytischen Notationskonventionen (CA) zurück. Im GAT sind drei Detailliertheitsstufen der Transkription möglich: das Minimaltranskript als einfaches (Arbeits-)Transkript, auch für Anwendungsfälle außerhalb der Konversationsanalyse; das Basistranskript mit einer Erweiterung um die prosodische Information, die nötig ist, um Missverständnisse hinsichtlich der semantischen Struktur und pragmatischen Funktion der Segmente im Gesprächskontext auszuschließen; und das Feintranskript, das detailliertere Informationen vor allem über die Prosodie enthält. Jedem Segment ist eine eigene Zeile zugeordnet (im Gegensatz zur Partitur im von Ehlich/Rehbein entwickelten HIAT); die Segmente werden durchnummeriert. Das GAT enthält, vom glottalen Verschlusslaut abgesehen, keinerlei phonetische Sonderzeichen, um ein verhältnismäßig schnelles Transkribieren ohne spezielle Programme sowie eine bessere Lesbarkeit sicherzustellen. Da das Verwenden von Großbuchstaben einen Akzent kennzeichnet, wird ansonsten durchweg klein geschrieben.
Für das Transkribieren nach GAT2 wird am Institut für Deutsche Sprache der Transkriptionseditor FOLKER entwickelt.

## Basistranskript
Im Basistranskript werden Turns in Intonationsphrasen segmentiert, die durch einen kohäsiven Tonhöhenverlauf als zusammenhängende Einheiten wahrgenommen werden. Tonhöhenbewegungen werden nur am Phrasenende aufgeführt, es wird unterschieden zwischen hoch steigend [?], mittel steigend [,], gleich bleibend [-], mittel fallend [;] und tief fallend [.]. Beim Akzent werden im Basistranskript nur der Fokusakzent in der Intonationsphrase [akZENT] sowie gesondert ein extra starker Akzent [ak!ZENT!] berücksichtigt. Im Basistranskript werden direkt angeschlossene neue Turns durch [=] markiert sowie Dehnungen von Lauten je nach Dauer durch [:], [::] oder [:::]. Das Basistranskript kann auch interpretierende Kommentare mit Reichweite wie [<<erstaunt> was >] enthalten.

## Feintranskript
Das Feintranskript enthält über das Basistranskript hinausgehende Informationen, die vor allem den Bereich der Prosodie betreffen. So können hier Nebenakzente [akzEnt], Akzenttonhöhenbewegungen, auffällige Tonhöhensprünge nach oben oder unten (auch zum Gipfel oder Tal der Akzentsilbe) sowie veränderte Tonhöhenregister markiert werden. Auch Veränderungen der Lautstärke und der Sprechgeschwindigkeit können kenntlich gemacht werden.
Die Feintranskription ist nicht die Regel, da sehr aufwändig; sie ist vor allem für solche Linguisten interessant, deren Forschungsgebiete sich in Schnittstellen zwischen Konversationsanalyse und Intonationsphonologie, wie z. B. der Fokusphonologie, bewegen.

## Minimaltranskript
Das Minimaltranskript enthält den Wortlaut der Redebeiträge und Informationen zur Verlaufsstruktur des Gesprächs, also zu Überlappungen und simultanem Sprechen (in eckigen Klammern jeweils untereinander). Es enthält Pausen, wobei diese entweder bis auf die Hundertstelsekunde gemessen [(1.74)] oder aber grob in Mikropausen [(.)], kurze [(-)], mittlere [(--)] und längere Pausen [(---)] unterschieden werden können. In der groben Einteilung werden Pausen mit einer Länge von mehr als ca. einer Sekunde Dauer geschätzt, die Angabe erfolgt dann mit nur einer Stelle hinter dem Komma [(3.0)]. Als weitere segmentale Konventionen werden Ein- und Ausatmen unterschiedlicher Länge, wortübergreifende Verschleifungen [ham_wer], Verzögerungssignale (wie [äh]) und der Abbruch durch Glottalverschluss [ˀ] berücksichtigt. Ferner führt das Minimaltranskript Lachen – in der Regel ausgeschrieben, aber auch in der Form [((lacht))] –, Rezeptionssignale ([ja], [hmhm] etc.) sowie para- und außersprachliche Handlungen und Ereignisse wie Husten, ebenfalls in doppelten Klammern, auf. Vermutete Wörter, Laute oder Silben werden einfach geklammert, ebenso werden mögliche Alternativen an unklaren Stellen und unverständliche Passagen notiert.